# 364 aC
El 364 aC va ser un any del calendari romà prejulià. En aquell temps, era conegut com a any del consolat de Pètic i Estoló (o, més rarament, any 390 ab urbe condita o de la fundació de la ciutat). L'ús del nom «364 aC» per referir-se a aquest any es remunta a l'alta edat mitjana, quan el sistema Anno Domini va ser el mètode de numeració dels anys més comú a Europa.

## Esdeveniments

### Antiga Grècia
- Timoteu d'Anaflist, és nomenat comandant a Macedònia amb l'encàrrec de recuperar Amfípolis. Ifícrates havia estat cridat a Atenes i mentre arribava Timoleont el comandament el va tenir Cal·lístenes que va fer un desavantatjós tractat amb Perdicas III de Macedònia. Timoteu des que va agafar el comandament va tractar d'obtenir els serveis de l'aventurer Caridem però aquest es va posar al servei del rei Cotis I dels odrisis de Tràcia, amb les mateixes naus que els atenencs l'hi havia donat.[2]
- Batalla de Cinoscèfales, a Cinoscèfales, entre les forces de Tebes manades per l'estrateg Pelòpides i l'exèrcit de Tessàlia dirigit per Alexandre de Feres. Pelòpides va morir en la lluita, però els tebans van guanyar la batalla.[3]
- Es celebra a Olímpia la CIV Olimpíada i els arcadis, que mentrestant havien rebutjat els espartans i conservaven una guarnició prop d'Olímpia, decideixen retornar la presidència als pisatans, els descendents dels habitants de Pisa, ciutat que havia organitzat els Jocs fins a l'any 572 aC, quan l'Èlida va destruir la ciutat. Els eleus, que els organitzaven fins llavors, es van indignar, i van atacar els arcadis prop d'Olímpia i els van vèncer. Després els eleus van retirar aquesta olimpíada (així com la VIII i la XXXIV) dels registres. Els arcadis es van emportar els tresors del temple d'Olímpia, però els mateixos ciutadans d'Arcàdia ho van trobar malament, perquè van entendre que era un sacrilegi. L'assemblea de la lliga arcàdia va decidir compensar l'Èlida signant la pau i els van retornar Olímpia i la presidència dels jocs l'any 362 aC.[4]

### Antiga Roma
- Aquest any són elegits cònsols Gai Sulpici Pètic i Gai Licini Calvus Estoló.[5]
- S'estén per la ciutat una gran pesta, i es fan actes per pacificar les divinitats, sobretot el Lectisterne, un banquet als déus per apaivagar la seva ira i restablir la pax deorum, i també la celebració d'uns Jocs romans.[6]

### Xina
- Gan De, astrònom xinès, fa les primeres referències clares a les taques solars aquest any.[7]

## Necrològiques
- Mort de Pelòpides, general tebà. Va ser nomenat per dirigir l'expedició d'ajuda contra la invasió d'Alexandre de Feres a les ciutats de Tessàlia, especialment a Magnèsia i a la Ftiòtida, però les seves forces es van dispersar per un eclipsi de sol (13 de juny). Amb només 300 cavallers Pelòpides va entrar a Tessàlia i va arribar a Farsàlia on va reunir més forces amb les que va anar contra Alexandre, que ocupava les altures de Cinoscèfales i Pelòpides es va dirigir allí i es va lliurar la batalla de Cinoscèfales. Els tebans van rebutjar a les forces del tirà de Feres, però Pelòpides va morir en el combat.[8][9]